# Amstrad Action
Amstrad Action fue una revista publicada mensualmente en el Reino Unido, que atiende a los propietarios de los ordenadores personales de la gama Amstrad CPC y posteriormente a las consolas GX4000.
Fue la primera revista publicada en Future plc por Chris Anderson que con una variada gama de computación y títulos no relacionados con la computadoras desde entonces se ha convertido en uno de los editores de revistas más importantes en el Reino Unido.
La publicación, a menudo abreviada como AA por el personal y los lectores, tuvo el tiempo de vida más largo de cualquier revista de Amstrad, serializando 117 temas desde el mes de octubre de 1985 hasta junio del año 1995. Fue poco después que CPC había cesado la producción y los videojuegos ya no estaban disponibles.